# Fritz Schmidt (Ingenieur)
Fritz Anton Franz Schmidt (* 2. November 1900 in Freilassing, Oberbayern; † 11. Juni 1982 in Murnau am Staffelsee, Oberbayern) war ein deutscher Ingenieur, Wärmetechniker sowie Hochschullehrer.

## Leben
Fritz Schmidt, der Sohn des Fritz Schmidt senior, wandte sich nach abgelegter Reifeprüfung an der Oberrealschule Salzburg einem Ingenieursstudium an der TH München zu, 1923 absolvierte er die Diplomprüfung, 1927 erfolgte seine Promotion zum Dr.-Ing.
Nachdem Fritz Schmidt seine berufliche Laufbahn 1924 als Konstrukteur begonnen hatte, trat er im Folgejahr eine Assistentenstelle am Institut für Thermodynamik an der TH München an, 1929 wurde ihm die Leitung des Kraftwerks der Firma A. Borsig GmbH in Berlin übertragen, die er bis 1933 innehielt. 1930 habilitierte er sich als Privatdozent für das Fach Thermodynamik an der TH Berlin, 1933 wurde er zum Leiter des Instituts für Motoren, Arbeitsverfahren und Thermodynamik an der Deutschen Versuchsanstalt für Luftfahrt in Berlin-Adlershof bestellt. Fritz Schmidt, der 1940 zum ordentlichen Professor im Reichsdienst ernannt worden war, hatte diese Stellung bis 1945 inne.
1947 folgte Schmidt dem Ruf auf die Professur für Wärmetechnik und Verbrennungsmotoren an der TH Aachen, zusätzlich übernahm er dort die Leitung des gleichnamigen Instituts. Fritz Schmidt, der eine Mitgliedschaft in der Arbeitsgemeinschaft für Forschung des Landes Nordrhein-Westfalen bekleidete, füllte diese Positionen bis zu seiner Emeritierung 1968 aus. Die Forschungsarbeiten des als korrespondierendes Mitglied in die Deutsche Akademie für Luftfahrtforschung sowie als ordentliches Mitglied in die Rheinisch-Westfälische Akademie der Wissenschaften aufgenommenen Schmidt betrafen die Bereiche Verbrennungs- und Selbstentzündungsvorgänge, Verbrennungsmotoren sowie Gasturbinen. Er gehörte auch dem Verein Deutscher Ingenieure (VDI) an.

## Schriften
- Der indizierte Wirkungsgrad der kompressorlosen Dieselmaschine, Dissertation, 1929
- Zündverzug und Klopfen im Motor: Theoretische Untersuchungen und Versuche über Zündverzug und Klopfvorgang, VDI-Verlag, 1938
- Verbrennungsmotoren: thermodynamische und versuchsmäßige Grundlagen unter besonderer Berücksichtigung der Flugmotoren, J. Springer, 1939
- Probleme der Selbstzündung und Verbrennung bei der Entwicklung der Hochleistungskraftmaschinen, Westdeutscher Verlag, 1956
- Verbrennungskraftmaschinen, 4. Ausgabe, J. Springer, 1967